# Berlin (Skånesläkten)

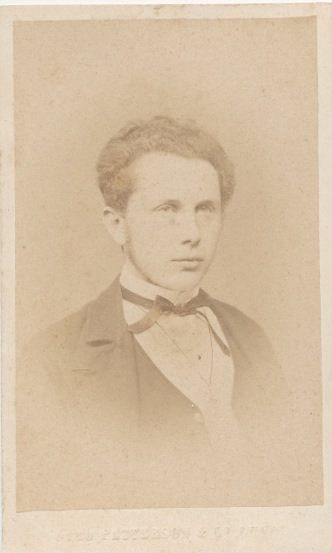
Grosshandlaren Bror Berlin (1849–1914) utgjorde en representant för den fjärde generationen av släkten Berlin i Sverige.

Berlin är en svensk släkt av tyskt-judiskt ursprung.

## Historia

### De två första generationerna i Sverige
Släkten stammar från Abraham David Brode (eller Brody; född 1742), vilken invandrade till Sverige 1770 och blev handlande i Malmö. Enligt sin ättling Sten Broman skall Brode tidigare ha varit rabbin i Berlin men genom filosofiska och teologiska studier ha kommit fram till att han inte längre kunde företräda judendomen. Enligt andra uppgifter (redovisade av bland andra Axel Odelberg) skall Brodes flykt från Tyskland snarare ha berott på att han var eftersökt för stöld. Året efter sin ankomst till Sverige konverterade han till kristendomen och döptes i Caroli kyrka i Malmö 1771. I samband med dopet antog han det svenska namnet Johan Christian Berlin och gifte sig samma år med vinhandlardottern Sofia Elisabeth Wendt (1739–1812). Efter endast några få år rymde Berlin dock från såväl hustrun som Sverige. Hans senare levnadsöden är okända.
Johan Christian och Sofia Elisabeth Berlin fick två söner: Theodor Berlin, vilken fadern medförde vid sin flykt ur landet, och Johan Ludvig Berlin (1773–1845), som blev kronofogde.
Johan Ludvig Berlin fick i sitt gifte med Anna Charlotta Möller (1776–1848) ett stort antal barn av vilka fyra söner förde släkten vidare till ytterligare generationer:

### Johan Theodor Berlin (1799–1870)
Denne blev rådman i Ystad. I sitt äktenskap med Anna Maria Elisabet Ahlgren (1804–1872) fick han minst fem barn, av vilka följande märks:
- Ludvig Theodor Oskar Berlin (1833–1898), tullförvaltare i Ystad. Denne fick bland andra sonen Ludvig Berlin (1873–1935), vilken blev en mycket förmögen rentier och börsspekulant i Köpenhamn. Han gifte sig inte men levde i en relation med danskan Marie Poulsen. Parets namn lever vidare genom "Grosserer Ludvig Berlins og frk. Marie Poulsens Fond", en understödsfond till förmån för sjuka, synskadade och äldre.

- Charlotte Berlin (1841–1916) verkade som musiklärarinna i Ystad, men byggde framför allt upp en stor förmögenhet i aktier. Efter hennes död som ogift sparades hennes hem i ursprungligt skick och visas numera som Charlotte Berlins museum.

### Christian Gissel Berlin(1800–1863)
Denne blev prost och kyrkoherde i Balkåkra socken och var som sådan ledamot av prästeståndet vid riksdagarna 1840–1841 till och med 1862–1863. Av hans åtta barn med Anna Catharina Nordström (1801–1882) märks följande:
- Erik Berlin (1832–1886), kyrkoherde i Kyrkheddinge. Av dennes sex barn med Sofia Eskilsson (1842–1913) gifte sig yngsta dottern Dagmar Berlin (1880–1973) med Ivar Broman och blev med honom far till bland andra Sten och Tore Broman.

- Anna Sofia Karolina Berlin (1838–1925), gift med stadsarkitekten Ludvig Hedin och med honom mor till Alma och Sven Hedin.

- Mac Berlin (1845–1902), lektor och läroboksförfattare. Bland dennes barnbarn märks de tre bröderna professor Ragnar Berlin, ingenjör Hans Berlin och docent Sven-Olof Berlin.

### Lars Jakob Berlin (1807–1881)
Denne var lantbrukare. Av hans två barn med Hedda Marina Kjellman (1806–1871) blev sonen Bror Berlin (1849–1914) grosshandlare i Malmö och grundade firman Bror Berlin & Son, i vilken även sonen Lars Berlin (född 1884) var delaktig.

### Carl Oskar Berlin (1811–1871)
Denne verkade i tio år som tillförordnad kronolänsman samt därefter som lantbrukare. Han fick med sin hustru Brita Sofia Möller (1813–1892) dottern Sofia Berlin (född 1849), gift med kontraktsprosten Johan Malmgren.